# Resultados do Carnaval do Rio de Janeiro em 1948
Nesta página estão listados os resultados dos concursos de escolas de samba, frevos carnavalescos, ranchos carnavalescos, sociedades carnavalescas e blocos de repartições públicas do carnaval do Rio de Janeiro do ano de 1948. Os desfiles foram realizados entre os dias 7 e 10 de fevereiro de 1948.
Em seu ano de estreia no carnaval, o Império Serrano sagrou-se campeão do desfile das escolas de samba. A escola desfilou com o enredo "Homenagem a Antônio Castro Alves", sobre o escritor conhecido como "poeta dos escravos". O enredo foi escolhido por Sebastião Molequinho e elaborado por ele e Eulália do Nascimento. Com um ponto de diferença para o Império, a Unidos da Tijuca ficou com o vice-campeonato. Para Portela (terceira colocada) e Estação Primeira de Mangueira (quarta colocada) o resultado teria sido manipulado pelo julgador e coordenador do concurso, Irênio Delgado, que não escondia sua simpatia pelo Império. Com a eleição de Delgado para a presidência da Federação Brasileira de Escolas de Samba (FBES), Portela e Mangueira se desfiliaram da entidade.
Pás Douradas ganhou a disputa dos frevos. Turunas de Monte Alegre foi o campeão dos ranchos. Clube dos Fenianos conquistou o título do concurso das grandes sociedades. Aí Vem a Marinha venceu o certame dos blocos de repartições públicas.

## Escolas de samba
O desfile das escolas de samba do Rio de Janeiro de 1948 foi organizado pela Federação Brasileira de Escolas de Samba (FBES) e realizado na Praça Onze entre as 22 horas do domingo, dia 8 de fevereiro de 1948 e as cinco horas do dia seguinte. Em retaliação ao seu envolvimento com o Partido Comunista Brasileiro (PCB), a União Geral das Escolas de Samba do Brasil (UGESB) não recebeu subvenção oficial da Prefeitura do Distrito Federal do Brasil. Metade da verba, que seria destinada à entidade, foi repassada para a FBES, enquanto a outra metade foi utilizada na decoração da cidade.

### Quesitos e julgadores
| Em relação ao ano anterior, a quantidade de quesitos avaliados diminuiu de nove para cinco: 1. Enredo 2. Harmonia 3. Bateria 4. Samba 5. Bandeira Os quesitos valiam notas de zero a dez. | A comissão julgadora foi formada por: - Capitão José Nunes da Silva Sobrinho - Irênio Delgado - Messias Cardoso |

### Classificação
Em seu primeiro campeonato oficial, o Império Serrano conquistou o título de campeão do carnaval carioca. A escola foi fundada após o carnaval do ano anterior, a partir de uma dissidência do Prazer da Serrinha. O Império apresentou o enredo "Homenagem a Antônio Castro Alves", sobre o escritor conhecido como "poeta dos escravos". O enredo foi escolhido por Sebastião Molequinho e elaborado por ele e Eulália do Nascimento. O resultado foi cercado de polêmicas. Durante a apuração, um dos julgadores, Alfredo Pessoa, teria sugerido uma alteração na ordem de classificação, colocando escolas mais antigas à frente do novato Império. A sugestão foi prontamente recusada pelos demais jurados, dentre eles, Irênio Delgado, então vice-presidente da FBES, e o resultado verdadeiro foi proclamado. Uma outra versão relata que Mangueira seria a campeã, e Portela, a vice. O resultado teria sido alterado por Irênio Delgado, que não escondia sua simpatia pelo Império. Com a eleição de Delgado para a presidência da FBES, Portela e Mangueira, que acreditavam na manipulação do resultado pelo dirigente, se desfiliaram da entidade.
| Legenda: Campeão * Sem informação disponível |

| Col. | Escola                        | Enredo                            | Carnavalesco(a)                              | Pontos |
| ---- | ----------------------------- | --------------------------------- | -------------------------------------------- | ------ |
| 1    | Império Serrano               | Homenagem a Antônio Castro Alves  | Sebastião Molequinho e Eulália do Nascimento | 128    |
| 2    | Unidos da Tijuca              | Assinatura da Lei Áurea           | *                                            | 127    |
| 3    | Portela                       | Exaltação à Redentora             | Lino Manuel dos Reis                         | 126    |
| 4    | Estação Primeira de Mangueira | Vale de São Francisco             | Funcionários da Casa da Moeda                | 125    |
| 5    | Azul e Branco do Salgueiro    | Fogo Simbólico                    | *                                            | 109    |
| 6    | Paz e Amor                    | A Lei do Ventre Livre             | *                                            | 104,5  |
| 7    | Império da Tijuca             | Brasil Império e Brasil República | *                                            | 104    |
| 8    | Prazer da Serrinha            | Glória aos Volantes Brasileiros   | *                                            | 102    |
| 9    | Unidos de Turiaçu             | *                                 | *                                            | 90     |
| 10   | Depois Eu Digo                | Um Passo para a Glória            | Miguel Moura                                 | 81     |
| 11   | Independentes do Leblon       | Conferência do Quitandinha        | *                                            | 77,5   |
| 12   | Recreio de Inhaúma            | *                                 | *                                            | 73     |
| 13   | Aprendizes de Lucas           | Carlos Gomes, o Imortal           | Antônio Soeiro                               | 72,5   |
| 14   | Paraíso das Morenas           | *                                 | *                                            | 70     |
| 15   | Unidos da Capela              | Treze de Maio                     | *                                            | 68,5   |
| 16   | Irmãos Unidos do Catete       | *                                 | *                                            | 65     |
| 17   | Vai Se Quiser                 | *                                 | *                                            | 58     |
| 18   | Unidos de Santo Amaro         | O Negro e o Samba                 | *                                            | 52     |
| 19   | Estrela de Ouro               | *                                 | *                                            | 46     |
| 20   | Cada Ano Sai Melhor           | Exaltação à Princesa Isabel       | *                                            | 45,5   |
| 21   | Unidos do Salgueiro           | *                                 | *                                            | 44     |
| 22   | Unidos do Cabuçu              | Brasil, Celeiro do Mundo          | *                                            | 43     |
| 23   | Corações Unidos da Favela     | *                                 | *                                            | 41     |
| 24   | Sem Você Vivo Bem             | *                                 | *                                            | 38,5   |
| 25   | Unidos de Brás de Pina        | *                                 | *                                            | 37     |
| 26   | Unidos de Cavalcante          | *                                 | *                                            | 35     |
| 27   | Unidos de Tomás Coelho        | *                                 | *                                            | 34     |
| 28   | Mocidade de Cachambi          | *                                 | *                                            | 32,5   |
| 28   | Unidos do Morro Azul          | Produção do Brasil                | *                                            | 32,5   |
| 29   | Unidos do Outeiro             | *                                 | *                                            | 30     |
| 30   | Império da Colina             | *                                 | *                                            | 28     |
| 31   | Paraíso do Grotão             | *                                 | *                                            | 23     |
| 32   | Mocidade de Um Paraíso        | Querido Brasil                    | *                                            | 20     |
| 33   | Inimigos da Tristeza          | *                                 | *                                            | 19,5   |
| 34   | União de Vaz Lobo             | *                                 | *                                            | 19     |
| 34   | Unidos do Castelo             | *                                 | *                                            | 19     |
| 35   | Unidos da Lagoa               | *                                 | *                                            | 18     |

## Blocos de repartições públicas
O desfile foi realizado na Avenida Rio Branco, a partir das 18 horas do sábado, dia 7 de fevereiro de 1948. O Bloco Aí Vem a Marinha venceu o concurso. A comissão julgadora foi formada por Djalma De Vincenzi, Álvaro Ladeira, Hélio Seelinger, Flory Gama, Cesar Cruz, Sopragil Tomaz, e Aurélio d'Alencourt.
| Col. | Bloco                                 | Pontos |
| ---- | ------------------------------------- | ------ |
| 1    | Aí Vem a Marinha (Arsenal do Marinha) | 614    |
| 2    | Destemidos da Casa da Moeda           | 470    |
| 3    | Ministério da Educação                | 318    |
| 4    | Quem Trabalha Tem Razão               | 134    |

## Frevos carnavalescos
O desfile dos frevos foi realizado na Avenida Rio Branco, no sábado, dia 7 de fevereiro de 1948, após o desfile dos blocos de repartições públicas. Pás Douradas foi o campeão.
| Col. | Frevo                         | Pontos |
| ---- | ----------------------------- | ------ |
| 1    | Pás Douradas                  | 115    |
| 2    | Lenhadores                    | 95     |
| 3    | Batutas da Cidade Maravilhosa | 73     |
| 4    | Prato Misterioso              | 68     |
| 5    | Unidos da Providência         | 65     |

## Ranchos carnavalescos
| Ordem dos desfiles |
| 1. Aliança de Quintino 2. Turunas de Monte Alegre 3. União dos Caçadores 4. Tomara que Chova 5. Inocentes de Catumbi 6. Decididos de Quintino |

### Comissão julgadora
A comissão julgadora do concurso foi formada por José Barbosa (maestro); Manoel Faria (pintor); Matheus Fernandes (escultor); e Atalidio Luz (jornalista).

### Classificação
Turunas de Monte Alegre foi o campeão.
| Legenda: Campeão * Sem informação disponível |

| Col. | Rancho                  | Enredo                        | Pontos |
| ---- | ----------------------- | ----------------------------- | ------ |
| 1    | Turunas de Monte Alegre | Aquarela do Brasil            | 138    |
| 2    | União dos Caçadores     | No Tempo dos Vice-Reis        | 123    |
| 3    | Aliança de Quintino     | O Grandes Vultos do Brasil    | 117    |
| 4    | Decididos de Quintino   | *                             | 111    |
| 5    | Inocentes de Catumbi    | Revendo as Páginas do Passado | 105    |
| 6    | Tomara que Chova        | Pássaro do Brasil             | *      |

## Sociedades carnavalescas
| Ordem dos desfiles                                                                                                  |
| 1. Clube dos Democráticos 2. Pierrôs da Caverna 3. Clube dos Fenianos 4. Clube dos Cariocas 5. Embaixada do Sossego |

### Classificação
O Clube dos Fenianos venceu a disputa.
| Col. | Sociedade              |
| ---- | ---------------------- |
| 1    | Clube dos Fenianos     |
| 2    | Embaixada do Sossego   |
| 3    | Clube dos Democráticos |
| 4    | Pierrôs da Caverna     |
| 5    | Clube dos Cariocas     |